# テオ・ロペス
テオ・ファブリシオ・ネリ・ロペス（Théo Fabrício Nery Lópes、1983年8月31日 - ）は、ブラジルの男子バレーボール選手。

## 来歴
ブラジル・スーパーリーガでプレーを経たのち、2009年に日本のVプレミアリーグ・サントリーサンバーズに入団。今まで熟練のベテランブラジル人選手が活躍していたサントリーで、久々の若手選手の起用となった。
ブラジル代表にも選ばれ、2009年ワールドグランドチャンピオンズカップに出場した。以降も代表メンバーに選出され、バレーボール・ワールドリーグ（2010年、2011年）、世界選手権（2010年） 、ワールドカップ（2011年）にも出場を果たす。
2011年にサントリーを退団。ブラジル・スーパーリーガに戻り、RJXに移籍した。

## 球歴
- 世界選手権 - 2010年（金メダル）
- ワールドカップ - 2011年（銅メダル）
- ワールドグランドチャンピオンズカップ - 2009年（優勝）
- ワールドリーグ - 2010年（優勝）、2011年（準優勝）

## 所属クラブ
- Ulbra （2004年）
- Bento Bolei （2005年）
- Ulbra （2006年）
- Santander （2007年）
- Cimed （2008年）
- サントリーサンバーズ （2009-2011年）
- RJX （2011-2013年）
- UPCN Voley Club（ポルトガル語版）（2013-2014年）
- SESIサンパウロ（英語版）（2014-2017年）
- Club Ciudad de Bolívar（ポルトガル語版）（2017-2018年）
- SLベンフィカ（英語版）（2018-2021年）
- BCCカステッラーナ・グロッテ（イタリア語版）（2021-2023年）
- CS Arcada Galați（英語版）（2023年-）